# Všechlapy (Nymburki járás)
Všechlapy település Csehországban, a Nymburki járásban. Všechlapy Krchleby, Nymburk, Bobnice és Dvory településekkel határos. Lakosainak száma 843 fő (2024. január 1.).

## Népesség
A település lakosságának változását az alábbi diagram mutatja:
| Lakosok száma | 293  | 356  | 439  | 607  | 572  | 560  | 734  | 781  | 805  | 843  |
|               | 1869 | 1890 | 1921 | 1950 | 1980 | 2001 | 2017 | 2019 | 2022 | 2024 |